# Назаренко, Владимир Андреевич
Влади́мир Андре́евич Назаре́нко (7 июля 1934 — 19 октября 2006) — советский и российский физик, доктор физико-математических наук, член-корреспондент РАН (1997), академик РАН (2006). Заслуженный деятель науки и техники Российской Федерации (1994). В 1994—2006 годах — директор Петербургского института ядерной физики имени Б. П. Константинова РАН (ПИЯФ).

## Биография
Родился 7 июля 1934 года в селе Мухтуя (ныне — город Ленск) Ленского района Якутская АССР (ныне — Республика Саха). В 1958 году он с отличием окончил физико-механический факультет Ленинградского политехнического института имени М. И. Калинина по специальности «технология разделения и применения изотопов».
После окончания института В. А. Назаренко был зачислен на должность старшего лаборанта в филиал Физико-технического института имени А. Ф. Иоффе, размещённый в Гатчине (с 1971 года — самостоятельный Ленинградский институт ядерной физики, ЛИЯФ; ныне — Петербургский институт ядерной физики имени Б. П. Константинова, ПИЯФ). В 1966 году он защитил кандидатскую диссертацию, а в 1984 году — докторскую. В 1976 году Назаренко стал заместителем директора ЛИЯФ по научной работе, а в 1994 году он был избран директором института ПИЯФ и возглавлял его вплоть до своей смерти.
30 мая 1997 года В. А. Назаренко был избран членом-корреспондентом Российской академии наук (РАН) по Отделению ядерной физики (ядерная физика). 25 мая 2006 года он был избран действительным членом РАН по Отделению физических наук (ядерная физика).
В. А. Назаренко был членом Научного совета по физике ядра РАН, Научных советов Минатома и Минпромнауки РФ. Входил в состав редколлегии «Журнала технической физики» и «Писем в ЖТФ».
Скончался 19 октября 2006 года в Гатчине. Похоронен в Санкт-Петербурге на Южном кладбище.

### Семья
Женат, имеет дочь.

## Научная деятельность
Основные научные интересы В. А. Назаренко были сосредоточены в области физики элементарных частиц и нейтронной физики. В 1960—1970 годах совместно с В. М. Лобашёвым им выполнен цикл работ по обнаружению эффекта несохранения пространственной чётности при циркулярной поляризации γ-квантов, излучаемых неполяризованными ядрами, и изучению данного эффекта. Результаты этих работ, удостоенных в 1974 году Ленинской премии, имели фундаментальное значение для доказательства универсальности слабого взаимодействия; разработанный же и применённый в ходе данных исследований «интегральный метод» детектирования позднее стал классическим инструментом измерения малых эффектов в ядерной физике.
В последующем годы группой В. М. Лобашёва и В. А. Назаренко был открыт ряд других эффектов при захвате нейтронов ядрами, сопровождающихся нарушением чётности, а в простейшей ядерной реакции захвата нейтрона протоном была измерена циркулярная поляризация γ-квантов — как сохраняющая, так и не сохраняющая чётность.

Могила Назаренко на Южном кладбище Санкт-Петербурга.

## Награды и премии
- Орден Почёта (1999) — за большой вклад в развитие отечественной науки, подготовку высококвалифицированных кадров и в связи с 275-летием Российской академии наук[6]
- Лауреат Ленинской премии (1974)[5]
- Почётное звание «Заслуженный деятель науки Российской Федерации»[2]
- Звание «Почётный гражданин города Гатчины» (2002)[2]